# Шуралинская волость
Шурали́нская во́лость — административно-территориальная единица в Екатеринбургском уезде Пермской губернии Российской империи и Екатеринбургской губернии РСФСР. Волостное селение — Шуралинский завод (ныне село Шурала).

## География
Шуралинская волость располагалась в северо-западной части Екатеринбургского уезда, к востоку от губернского города Перми и к северо-востоку от уездного города Екатеринбурга. Волость была вытянута с запада на восток.
В составе волости в XIX — начале XX веков было пять населённых мест:
- завод Шуралинский (волостное селение, ныне село Шурала),
- деревня Федьковка,
- деревня Обжорина (ныне Невьянка),
- деревня Кунара (ныне село),
- деревня Осиновка.

Шуралинская волость граничила с другими волостями того же уезда:
- на севере — с Невьянской и Быньговской,
- на северо-востоке — с Черемисской,
- на юго-востоке — с Аятской,
- на юге — с Нейво-Рудянской и Верх-Нейвинской,
- на западе — с Верхне-Тагильской.

## Население
Согласно Спискам населённых мест Пермской губернии за 1904 и 1908 годы общая численность населения Шуралинской волости составила 5285 человек, а число дворов — 1050. Население волости было объединено в 6 сельских обществ. Оно состояло из бывших государственных, помещичьих крестьян и горнозаводских мастеровых. Волость заселял русский народ, по вероисповеданию — православные. Данные за 1904 и 1908 годы в справочниках приведены одинаковые.
| Сельские общества     | Населённые пункты | Число дворов | Население | Численность мужчин | Численность женщин | Разряд крестьян                                           |
| --------------------- | ----------------- | ------------ | --------- | ------------------ | ------------------ | --------------------------------------------------------- |
| 1-е и 2-е Шуралинские | завод Шуралинский | 435          | 2147      | 1025               | 1122               | Бывшие горнозаводские мастеровые и бывшие государственные |
| 1-е и 2-е Федьковские | деревня Федьковка | 187          | 893       | 432                | 461                | Бывшие государственные и помещичьи                        |
| 1-е и 2-е Федьковские | деревня Обжорина  | 112          | 538       | 251                | 287                | Бывшие государственные и помещичьи                        |
| Кунарское             | деревня Кунара    | 190          | 993       | 492                | 501                | Бывшие помещичьи                                          |
| Осиновское            | деревня Осиновка  | 126          | 714       | 360                | 354                | Бывшие помещичьи                                          |
| Всего по волости      | Всего по волости  | 1050         | 5285      | 2560               | 2725               |                                                           |

## История
До 1919 года Шуралинская волость была в составе Пермской губернии. В связи с образованием из восточных уездов Пермской губернии новой Екатеринбургской губернии, которая просуществовала до 1923 года, в неё вошёл Екатеринбургский уезд вместе с Шуралинской волостью.
В ходе административно-территориальной реформы волость, как и другие волости, уезды и губернии, была упразднена, а её населённые пункты в 1923 году вошли в состав новообразованного Невьянского района Екатеринбургского округа Уральской области. В состав данного района уже Свердловской области все населённые пункты бывшей волости входят по сей день.